# Anchusa crispa
Espèce
Classification phylogénétique
Statut de conservation UICN

 EN B2ab(iii,iv,v) : En danger
 Données 2013 
Anchusa crispa, la Buglosse crépue, est une espèce de plantes herbacées de la famille des Boraginaceae.
Elle est originaire de France et d'Italie, plus exactement de Corse et de Sardaigne.
Elle croît dans les sables et les bruyères des rivages méditerranéens. Son habitat est gravement menacé de disparition. L'espèce est elle-même en danger critique d'extinction.
La Buglosse crépue est bisannuelle. Elle peut atteindre 10 à 25 cm de hauteur. Ses fleurs sont bleues, petites et en grappes.

## Statut de protection
- Cette espèce est inscrite sur la liste des espèces végétales protégées sur l'ensemble du territoire français métropolitain en Annexe I.
- L'Union internationale pour la conservation de la nature a placé cette espèce dans sa liste rouge à un niveau de préoccupation très élevée :  « En danger critique d'extinction ».